# Ungarische Männer-Feldhandballnationalmannschaft
Die ungarische Männer-Feldhandballnationalmannschaft vertrat Ungarn bei Länderspielen und internationalen Turnieren.
Der größte Erfolg war die Bronzemedaille bei der Weltmeisterschaft 1938.

## Olympische Spiele
Die ungarische Handballnationalmannschaft nahm an der einzigen Austragung an der Feldhandball gespielt wurde teil.
| Jahr | Austragungsort          | Teilnahme bis… | Ergebnis         | Medaille |
| ---- | ----------------------- | -------------- | ---------------- | -------- |
| 1936 | Berlin, Deutsches Reich | Endrunde       | Ungarn 0. Punkte | 4. Platz |

## Weltmeisterschaften
Die ungarische Handballnationalmannschaft nahm an vier der sieben bis 1966 ausgetragenen Feldhandball-Weltmeisterschaften teil.
| Jahr | Gastgeberland   | Teilnahme bis…   | Ergebnis                  | Rang            | Bemerkungen und Besonderheiten |
| ---- | --------------- | ---------------- | ------------------------- | --------------- | ------------------------------ |
| 1938 | Deutsches Reich | Spiel um Platz 3 | Ungarn 10:12 Schweden     | Bronzemedaille  |                                |
| 1948 | Frankreich      | Vorrunde         | Österreich 4:2 Ungarn     | 9.–12. Platz    |                                |
| 1952 | Schweiz         | keine Teilnahme  | keine Teilnahme           | keine Teilnahme |                                |
| 1955 | BR Deutschland  | Vorrunde         | Ungarn 2. Punkte          | 9.–17. Platz    |                                |
| 1959 | Österreich      | Spiel um Platz 7 | Ungarn 15:11 Österreich B | 7. Platz        |                                |
| 1963 | Schweiz         | keine Teilnahme  | keine Teilnahme           | keine Teilnahme |                                |
| 1966 | Österreich      | keine Teilnahme  | keine Teilnahme           | keine Teilnahme |                                |

## Mannschaften
Quelle:

### Olympische Spiele

#### 1936
Antal Benda, Ferenc Cziráki, Sándor Cséfay, Miklós Fodor, Lörinc Galgóczi, János Koppány, Lajos Kutasi, Tibor Máté, Imre Páli, Ferenc Rákosi, Endre Salgó, István Serényi, Sándor Szomori, Gyula Takács, Antal Újvári, Ferenc Velkey
Trainer: István Sass

### Weltmeisterschaften

#### 1938
Benda Antal, Boda György, Cziráki Ferenc, Cséfay Sándor, Dobos Imre, Fodor Miklós, Koltai Imre, Kutasi Lajos, Kürti László, Máté Tibor, Mátyássy Árpád, Mérai Ferenc, Rákosi Ferenc, Sidó Zoltán, Szomori Sándor, Takács Gyula
Trainer: Sass István

#### 1955
Bagyin József, Bordács László, Farkas István, G. Nagy Kálmán, Hetényi Ottó, Horváth Jenő, Kesjár András, Magyar Gyula, Megyeri László, Molnár József, Nagy László, Nádasdi Lajos, Penczi Béla, Ramotsa György, Újvári Sándor
Trainer: Cziráki Ferenc

#### 1959
Baják Ferenc, Csíki József, Fekete Sándor, G. Nagy Kálmán, Harkai Győző, Hetényi Ottó, Horváth István, Kálóczi Mihály, Merkoványi Lajos, Nádasdi Lajos, Penczi Béla, Sárdi Ferenc, Sipos Dénes, Skultéty Csaba, Som Ferenc, Tamásdi Sándor
Trainer: Szórádi Zoltán